# Кі (монастир)
Монастир Кі (тиб. དཀྱིལ་དགོན ་, вайлі: dkyil dgon) — тибетсько-буддистський монастир (гомпа) школи гелугпа. Розташований у високогірному регіоні Спіті, округ Лахул і Спіті, штату Гімачал-Прадеш в Індії.

## Історія
Монастир був заснований буддистським учителем Дромтонпа (1005—1064) в середині XI століття. У XVII столітті монастир був захоплений монголами і став гелугпа. В 1830 році він був пограбований під час воєн між Ладакхом та Куллу. У 1841 році монастир був серйозно пошкоджений армією догра під командуванням Гулам-хана і Рахім-хана, а пізніше того ж року на нього напали сикхи. У другій половині 1840-х років монастир сильно постраждав від пожежі. За даними 1855 року в ньому проживали 100 ченців. У 1975 році він сильно постраждав від землетрусу. У його відновленні значну допомогу надало Археологічне управління Індії та Державний департамент громадських робіт. 2000 року, з 1 по 15 серпня, було проведено Святкування тисячоліття монастиря. У рамках заходу Чотирнадцятим Далай-ламою було урочисто відкрито новий молитовний зал. У даний час в монастирі також розміщується «Меморіальне товариство для людей похилого віку та інвалідів Качен Дуг'яла», яке надає житло людям похилого віку та інвалідам. Станом на 2012 рік у монастирі проживали близько 300 лам.
У зв'язку з тим, що за тисячу років свого існування Кі часто зазнавав усіляких нападів, будівля має вигляд оборонного форту, а не монастиря.

## Опис
Кі — найстаріший і найбільший монастир регіону. Присвячений 24-й реінкарнації лоцави (перекладача та наставника) Рінчен Санпо. Розташований на вершині пагорба на висоті 4166 метрів над рівнем моря поблизу річки Спіті. Найближче велике місто — Маналі, до якого 210 км дорогою, щодня ходять автобуси.
Стіни монастиря вкриті картинами, фресками та тхангками, які є прикладом монастирської архітектури XIV століття, яка розвинулася внаслідок китайського впливу.
У монастирі зберігається колекція древніх фресок і книжок, зокрема зображень Будди.
Будівля монастиря має три поверхи, перший, головним чином, підземний. Він використовується як склад. Особливо виділяється одна кімната, звана Данджур, багато розписана фресками. На другому поверсі знаходиться красиво оформлена зала та келії більшості ченців. У монастирі низькі кімнати та вузькі коридори. Тьмяно освітлені проходи, складні сходи та маленькі двері ведуть до молитовних кімнат, які самі по собі не мають єдиного дизайну.

## Галерея

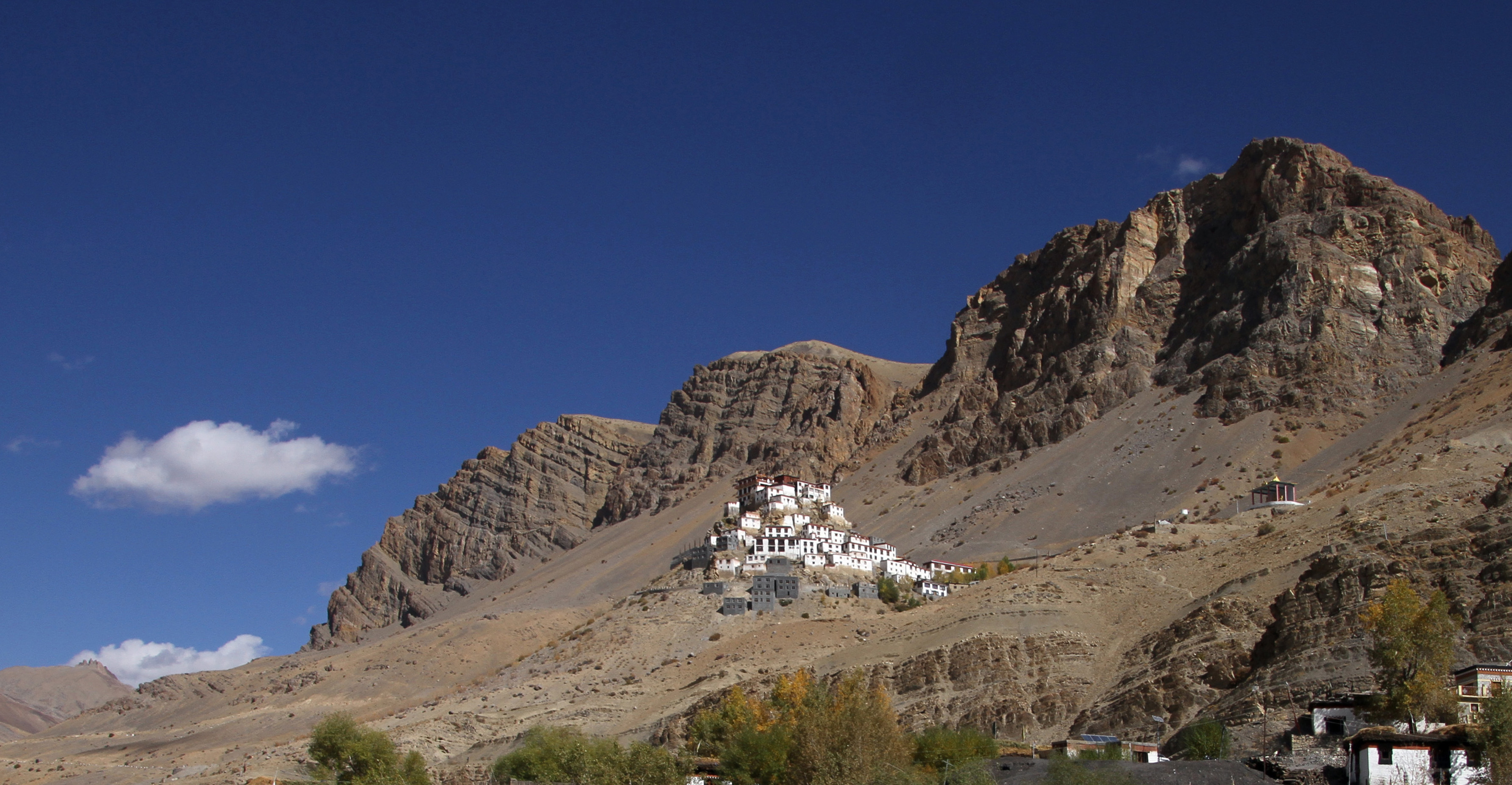
Загальний вигляд
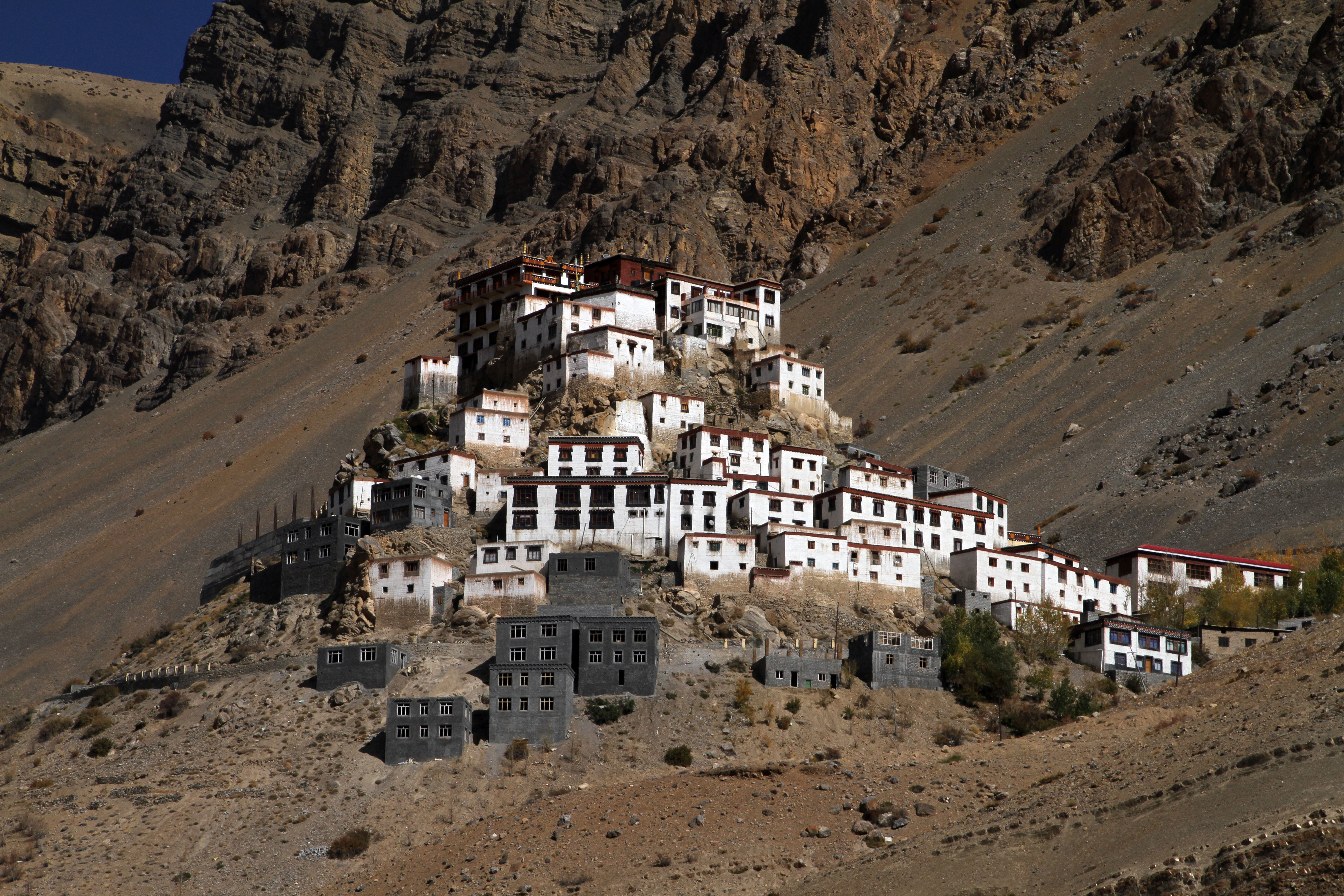
Вид поблизу
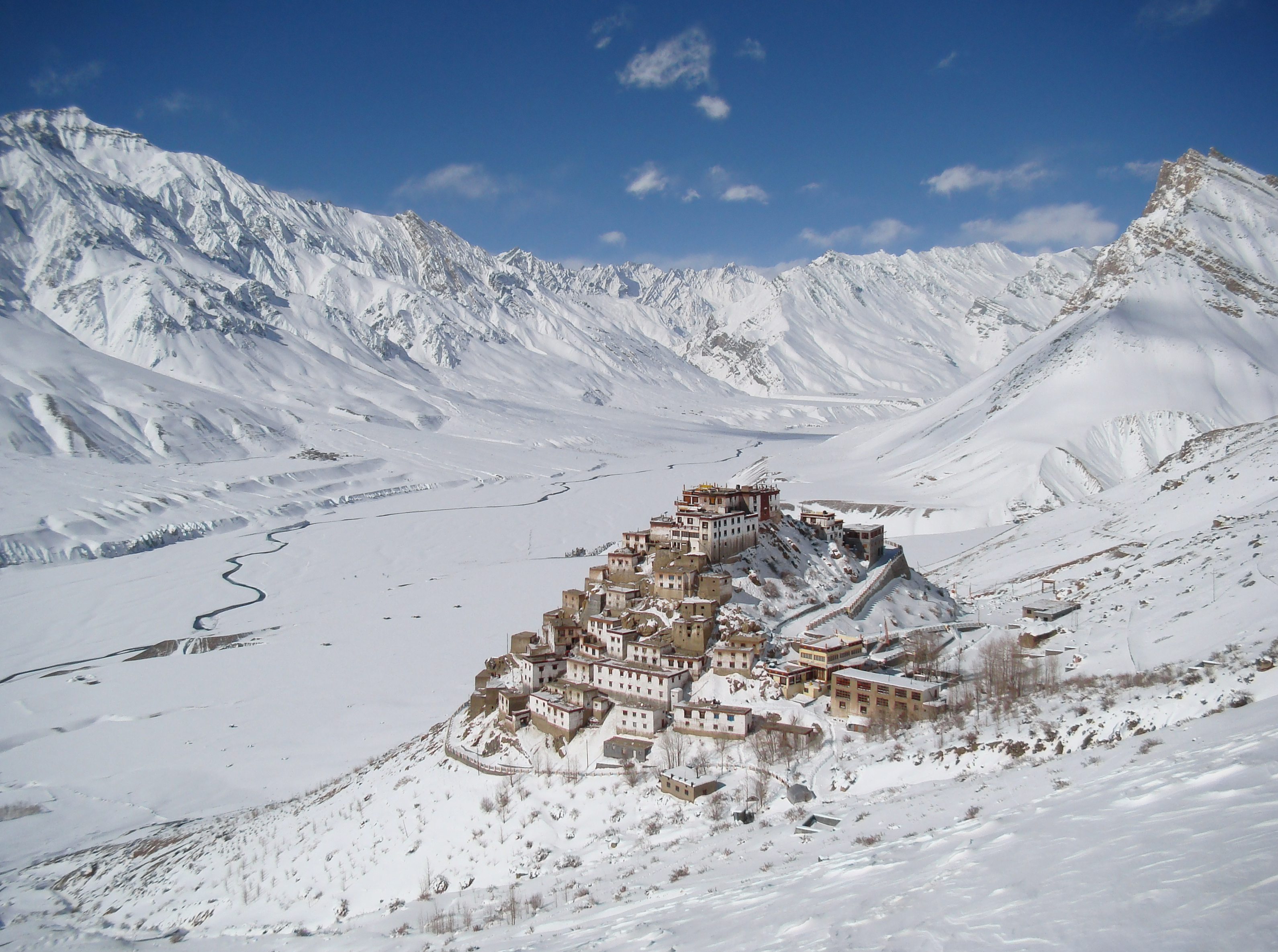
Узимку
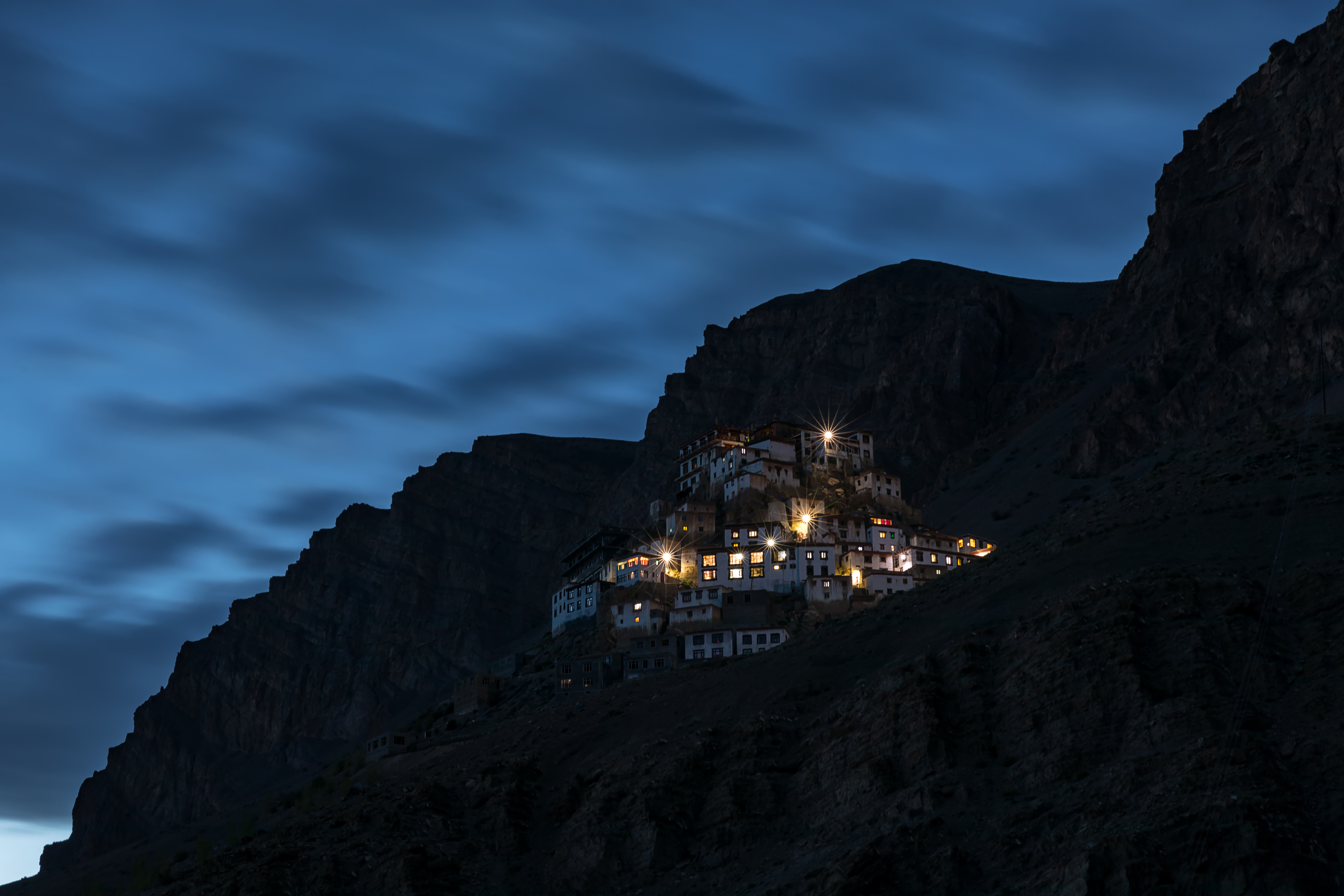
У сутінках
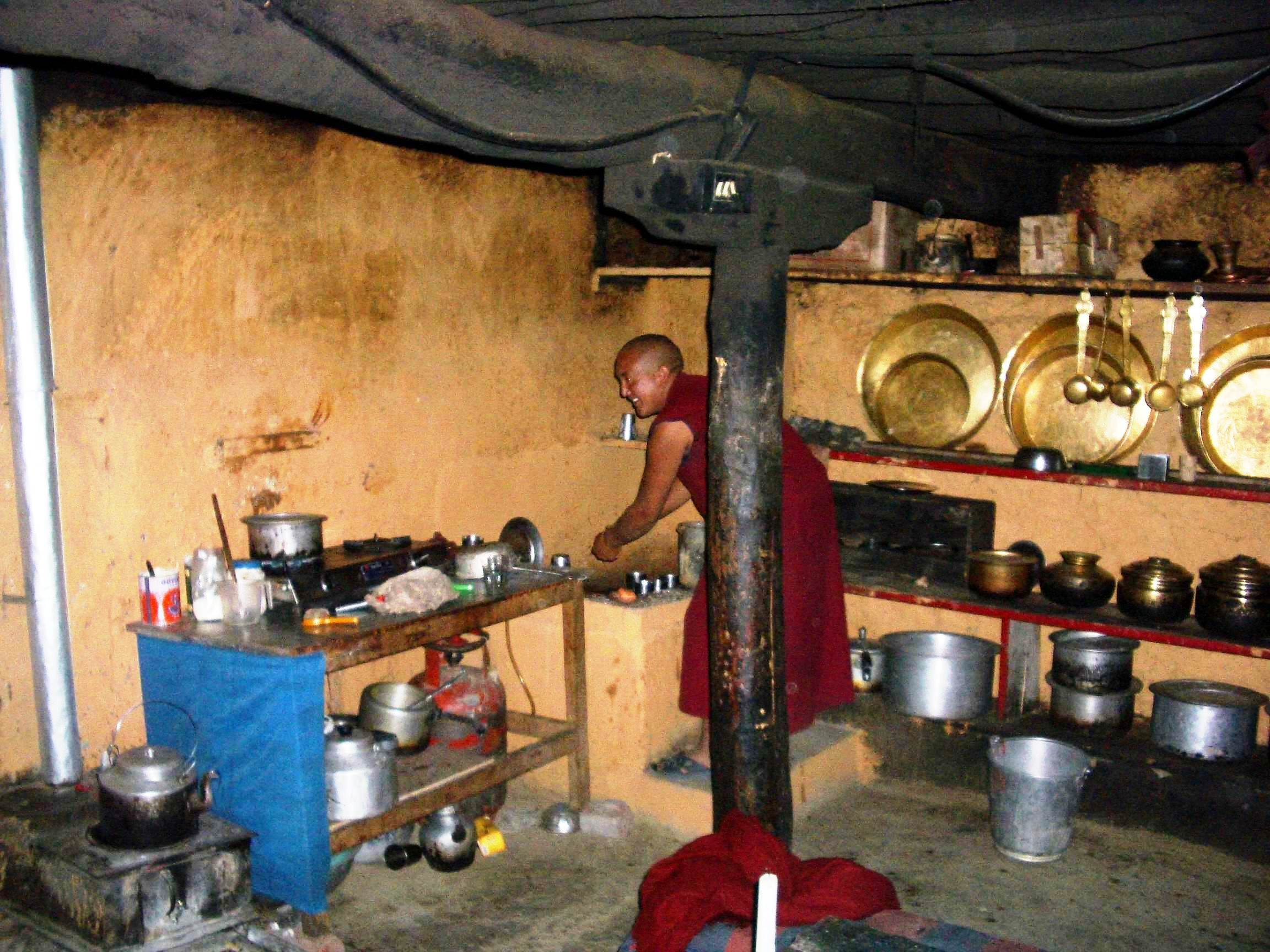
Кухня монастиря
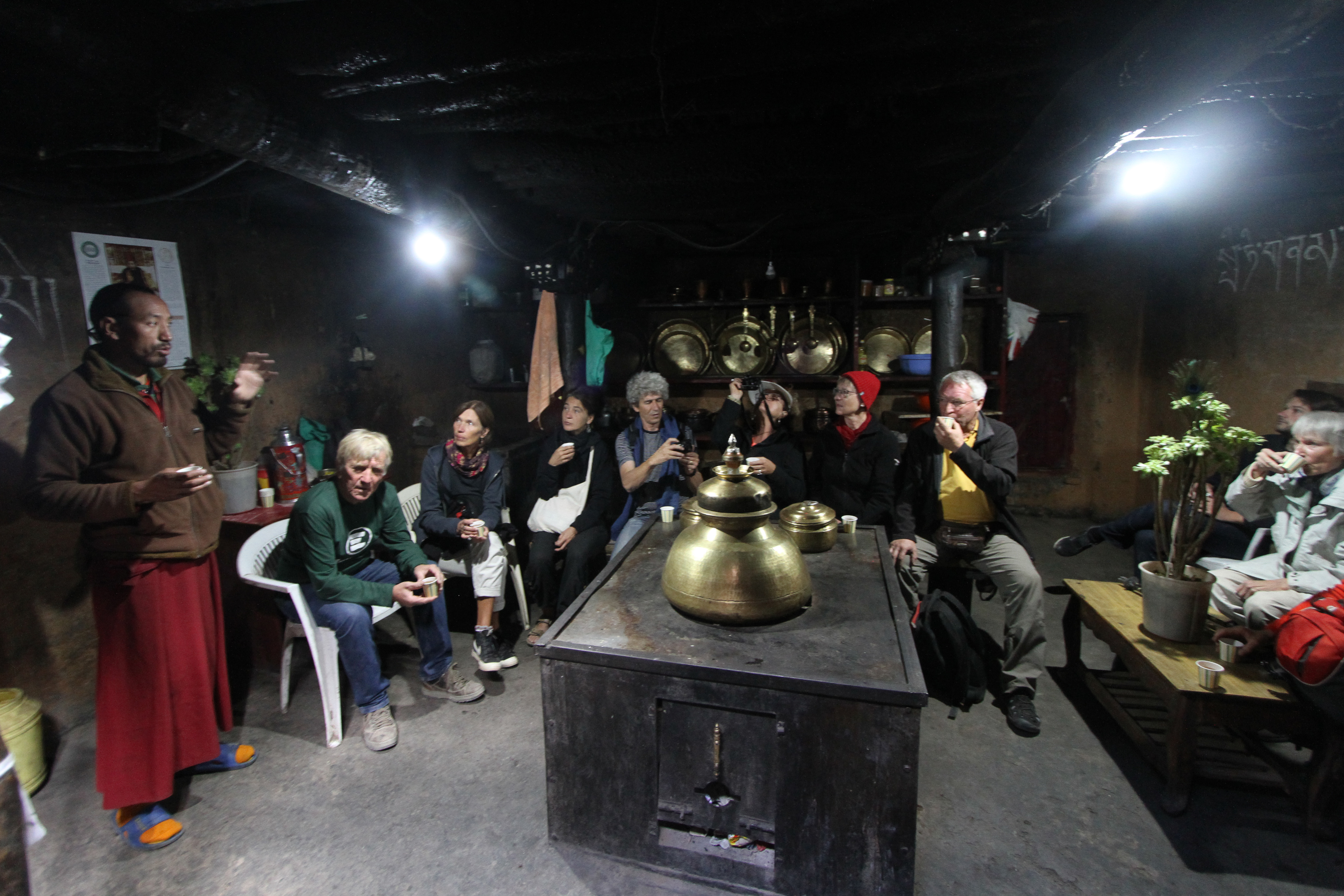
Туристи
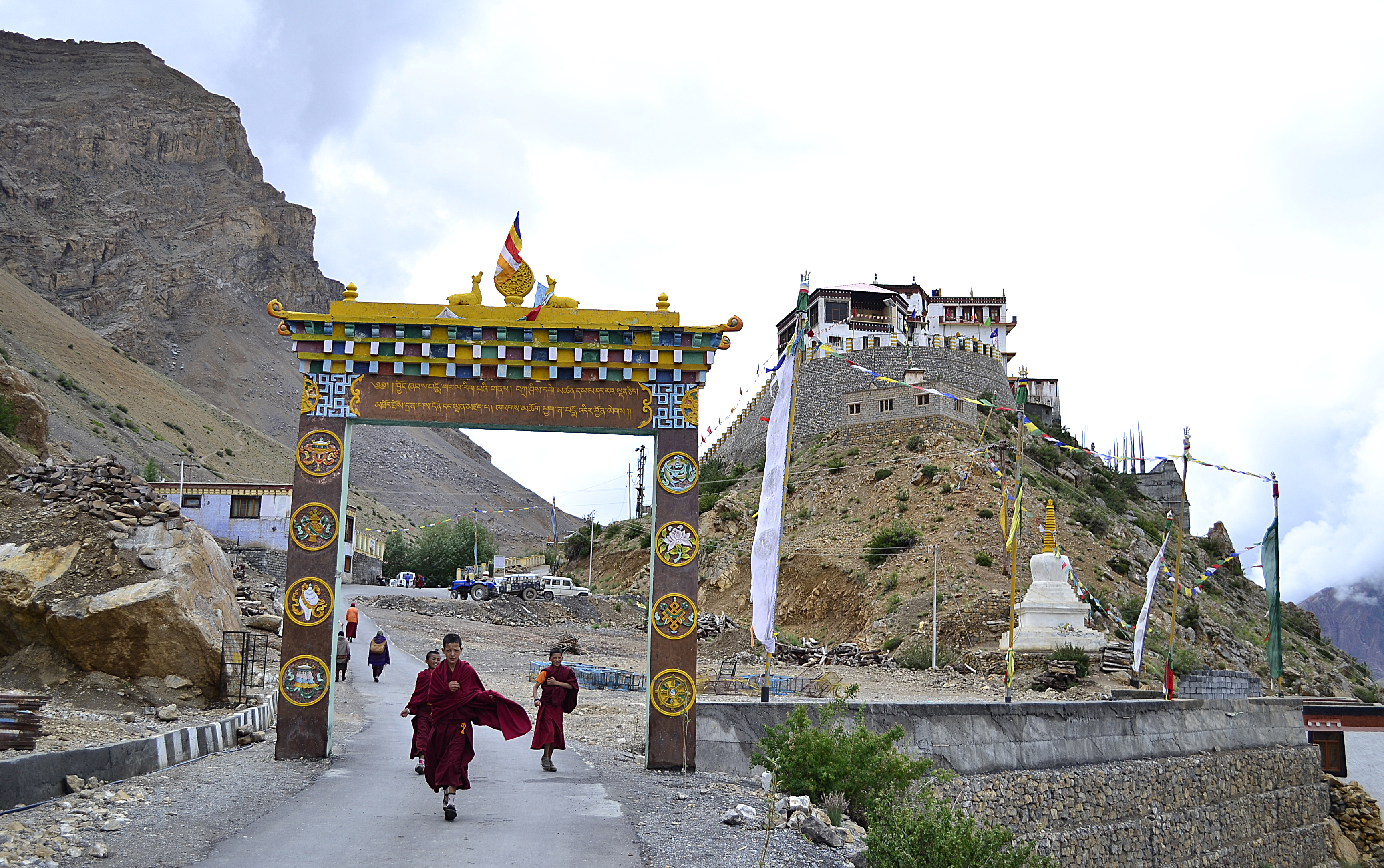
Вхід до монастиря
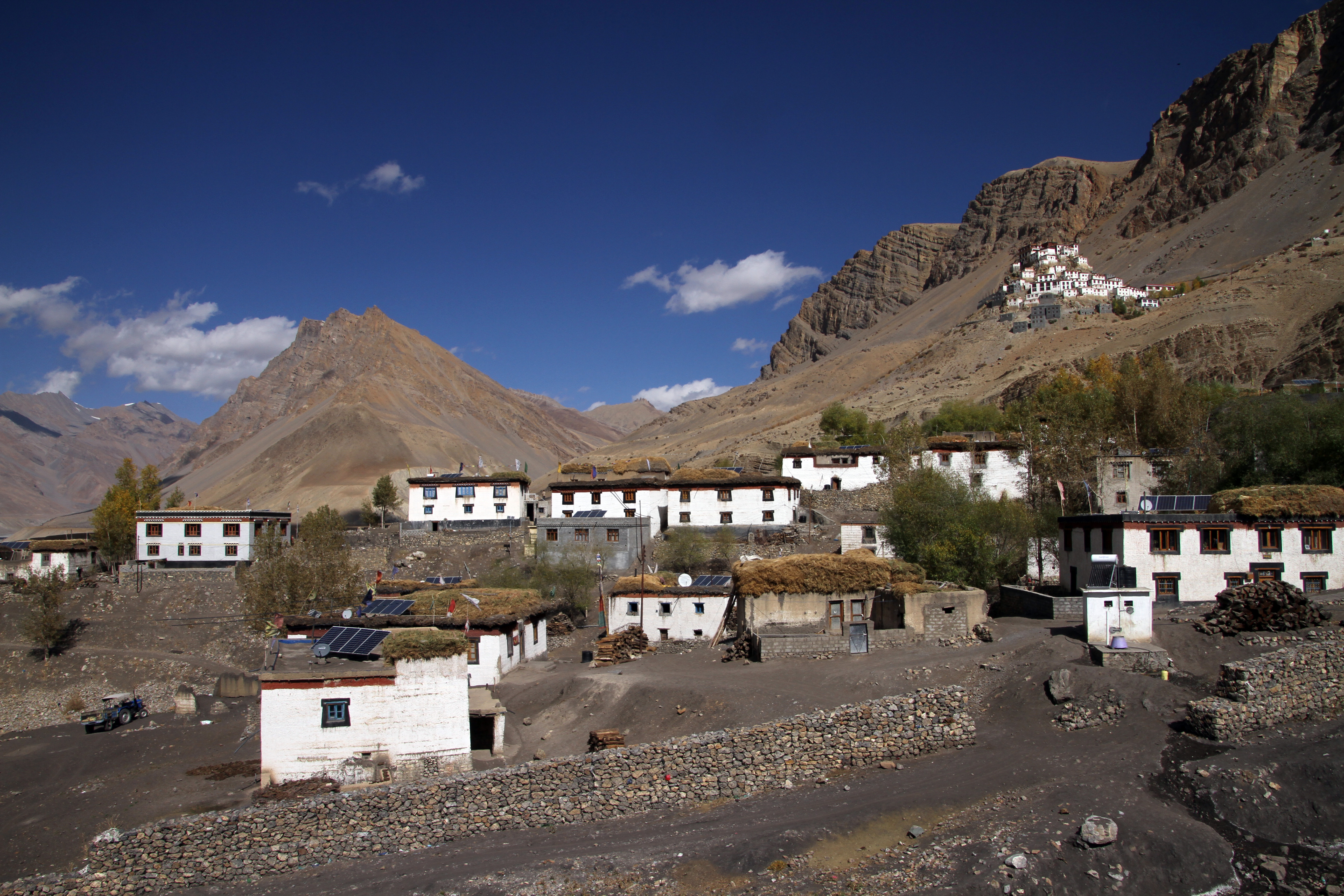
Селище при монастирі
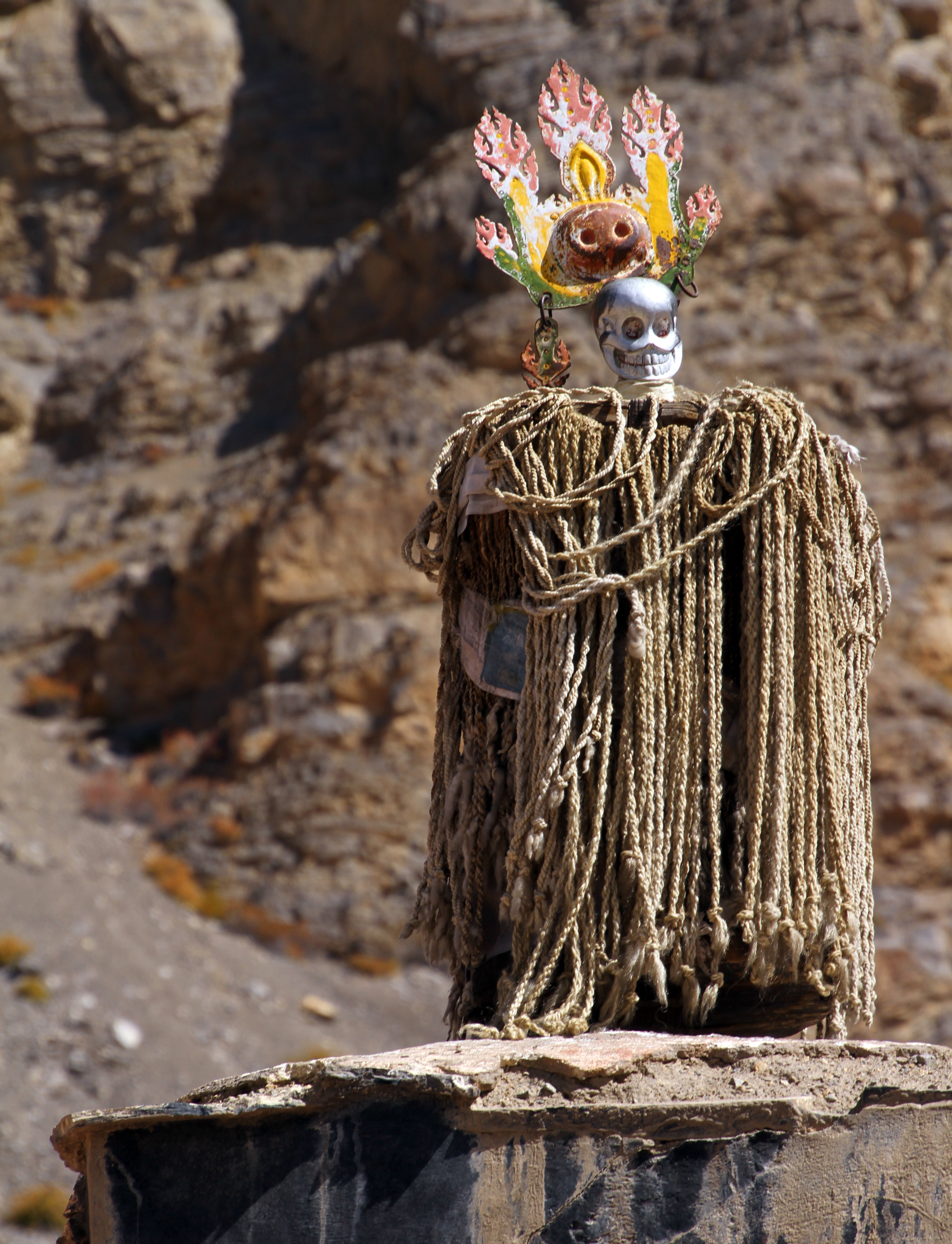
Обрядове місце
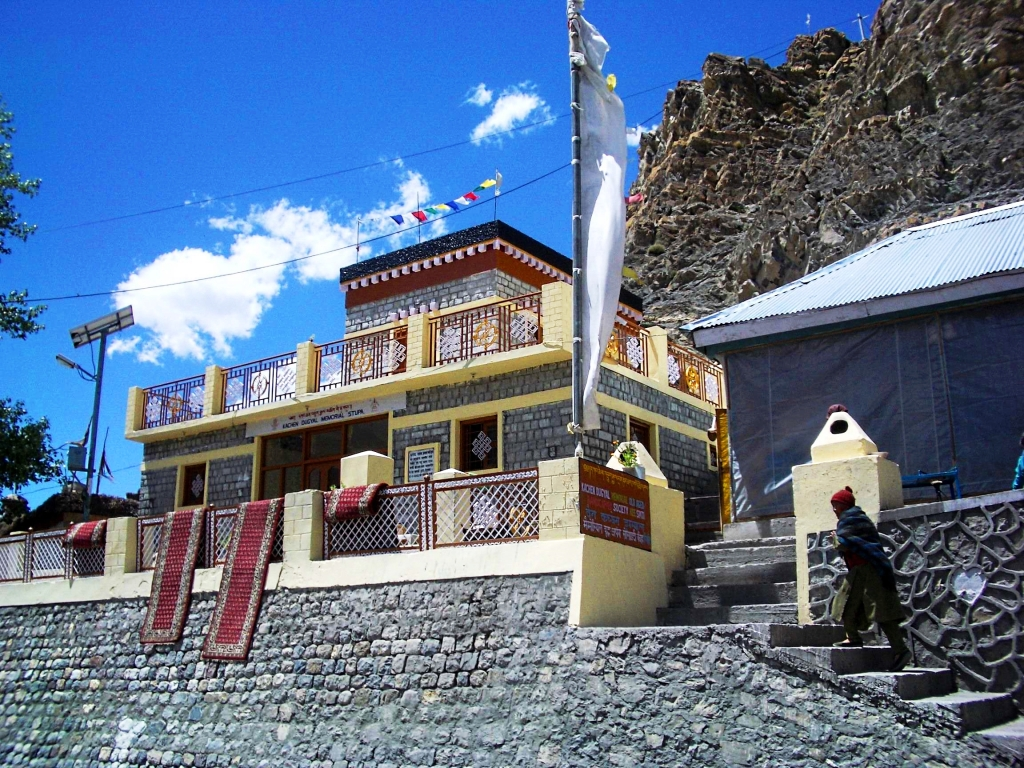
«Меморіальне товариство для людей похилого віку та інвалідів Качен Дуг'яла»
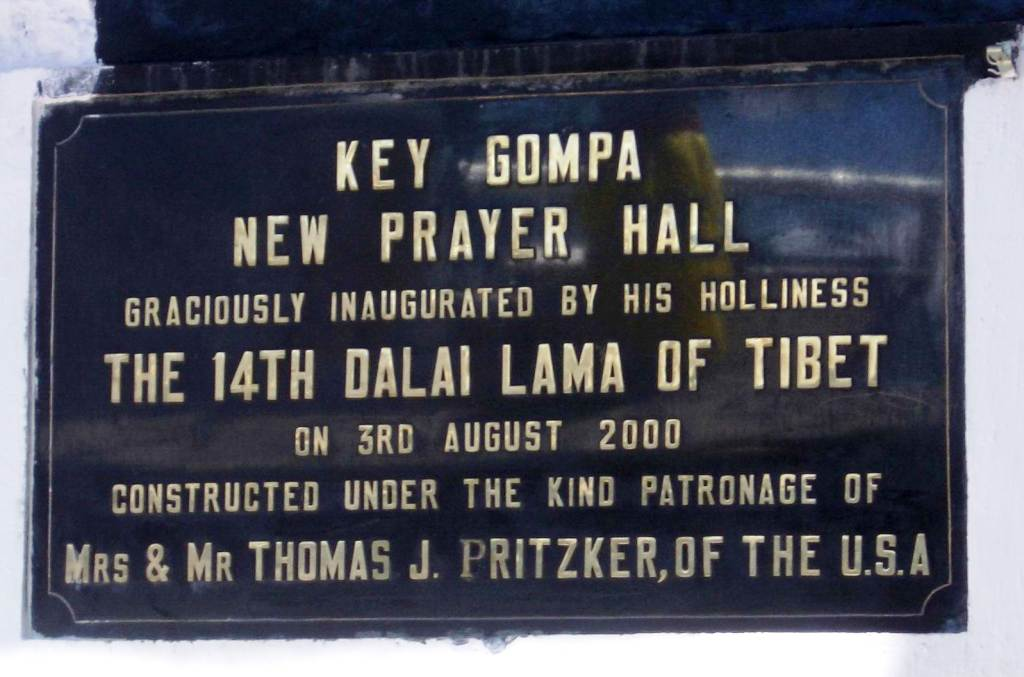
3 серпня 2000 року в монастирі Чотирнадцятим Далай-ламою було урочисто відкрито новий молитовний зал